# Jiří Kejř
Jiří Kejř (28. srpna 1921 Praha – 27. dubna 2015 Praha) byl český právní historik specializující se na dějiny středověku, zejména se zabýval kanonickým právem, vznikem městského zřízení a husitstvím.

## Životopis
Vychován byl v českobratrské tradici. Po maturitě vystudoval právnickou fakultu Univerzity Karlovy, práci s prameny se učil i na filozofické fakultě. Působil na Ústavu státu a práva Československé akademie věd. V 80. letech 20. století přednášel na Cambridge University.
Z právnického a historického hlediska se zabýval studiem české reformace ve spojitosti s pražskou středověkou univerzitou, která byla ve středu změn; právní kultuře českých měst a heuristice církevně právních středověkých rukopisů. Zasloužil se o vydání některých Husových spisů a jako znalec jeho názorů střízlivě posoudil Husovo odvolání ke Kristu. Kejř se z právnického hlediska věnoval kostnickému soudu, který oproti akademickým rozpravám, což Hus nedomyslel, musel vynést rozsudek. Průlomový závěr byl, že soudci jednali podle pravidel a ne proradně. Katolická odezva byla významná. Jiří Kejř, člen Husovské komise, zřízené kardinálem Vlkem v Praze, byl roku 1999 jmenován komturem řádu sv. Silvestra, papeže, což bylo pro českého protestanta velice čestné.
Od roku 1998 byl členem Učené společnosti ČR.
Zhruba do třiceti let působil jako člen Českého pěveckého sboru.

## Dílo
- Právní život v husitské Kutné Hoře. Praha : ČSAV, 1958. 257 s. 2. vyd. Kutná Hora : Kuttna, 2002. 188 s. ISBN 80-86406-21-0.
- Husitský právník M. Jan z Jesenice. Praha : Nakladatelství Československé akademie věd, 1965. 178 s.
- Počátky města Krnova. Krnov : Měst. NV, 1968. 47 s.
- Kvodlibetní disputace na pražské universitě. Praha : Universita Karlova, 1971. 206 s.
- Husité. Praha : Panorama, 1984. 265 s.
- Dějiny pražské právnické univerzity. Praha : Karolinum, 1995. 154 s. ISBN 80-7184-016-5.
- Vznik městského zřízení v českých zemích. Praha : Karolinum, 1998. 345 s. ISBN 80-7184-515-9.
- Husovo odvolání od soudu papežova k soudu Kristovu. Ústí nad Labem : Albis international, 1999. 59 s. ISBN 80-86067-24-6.
- Husův proces. Praha : Vyšehrad, 2000. 235 s. ISBN 80-7021-387-6.
- Z počátků české reformace. Brno : L. Marek, 2006. 271 s. ISBN 80-86263-81-9.
- Jan Hus známý i neznámý : (resumé knihy, která nebude napsána). Praha : Karolinum, 2009. 137 s. ISBN 978-80-246-1643-8.
- Žil jsem ve středověku. Praha : Academia, 2012. 268 s. ISBN 978-80-200-2046-8.
- Výbor rozprav a studií z kodikologie a právních dějin. Praha : Masarykův ústav a Archiv Akademie věd České republiky, 2012. 485 s. ISBN 978-80-86495-95-8